# ده‌گرجی
ده‌گرجی، روستایی از توابع بخش نالوس شهرستان اشنویه در استان آذربایجان غربی ایران است.

## جمعیت
این روستا در دهستان اشنویه جنوبی قرار دارد و براساس سرشماری مرکز آمار ایران سرشماری عمومی نفوس و مسکن (۱۳۹۵)، جمعیت آن ۷۳۰ نفر (۱۱۸ خانوار) بوده‌است.